# Cytrulinemia
Cytrulinemia – autosomalne recesywne zaburzenie cyklu mocznikowego, które powoduje gromadzenie się amoniaku i innych toksycznych substancji we krwi. 
Opisane zostały dwie formy cytrulinemii, mające różne oznaki oraz objawy, spowodowane mutacjami w genach. Cytrulinemia należy do klasy chorób genetycznych zwanych zaburzeniami cyklu mocznikowego. Cykl mocznikowy to sekwencja reakcji chemicznych zachodzących w wątrobie. Reakcje te przetwarzają nadmiar azotu, powstający w momencie, gdy białko jest wykorzystywane przez organizm jako źródło energii, w celu wytworzenia mocznika wydalanego przez nerki.